# Dagpleje
 Denne artikel bør gennemlæses af en person med fagkendskab for at sikre den faglige korrekthed.

 Denne artikel omhandler overvejende eller alene danske forhold. Hjælp gerne med at gøre artiklen mere almen.
En dagpleje er et sted, hvor børn op til skolealderen, dog oftest børnehavealderen, passes i private hjem. 
Der findes offentlig ansatte kommunale dagplejere, private dagplejere paragraf 21 i Dagtilbudsloven og privat pasningsordning paragraf 78 og 80. I Danmark må alle tre passe op til fem børn ad gangen. En kommunal dagplejer har dog typisk 3-4 børn fast i sit hjem og op til 5 i alt med gæstebørn fra andre kommunale dagplejere.

## Definitioner
Kommunal dagplejer, privat dagplejer og børnepasser varetager grundlæggende de samme jobs. 
Forskellen er, at de kommunale dagplejere og private dagplejere får børn via kommunens Plads anvisning, hvor imod familierne selv skal finde de private pasningsordninger. 
Desuden er der forskellige lovmæssige krav, som den enkelte skal leve op til. En kommunal dagplejer skal fx arbejde med lærerplaner og læringsmiljø, hvor en børnepasser kun har pligt til at arbejde med Læringsmiljøer. 
Efter ændringer i Dagtilbudsloven pr. Juli 2018, så må de tidligere selvstændige dagplejere udelukkende kalde deres steder private pasningsordninger og personen som passer børnene må udelukkende kalde sig selv for børnepasser, privat børnepasser eller selvstændig børnepasser. Ændringerne trådte i kraft den 1. Juli 2018 og den 1. Januar 2019. Afhængig af hvornår børnepasseren startede op.

## Historie
De historiske fakta fortæller, at I første omgang var dagplejere helt almindelige mødre, som påtog sig at tage sig at et par ekstra børn.
Under og efter 2. Verdenskrig kom mange mødre på arbejdsmarkedet og det blev nødvendigt, at nogen så efter børnene. Mange gange var det søskende eller ældre som tog sig af pasningen af de små, men langsomt begyndte mødrene selv at finde løsningen, hvor man tog flere af kvarterets børn ind for penge.
Med tiden blev disse kvinder kaldt dagplejemødre og senere nu det kønsneutrale dagplejer.
Mødrehjælpen organiserede i 50'erne den private dagpleje og fra medio 60'erne begyndte kommuner, at kontakte de private og ansætte dem kommunalt, samt at søge efter dagplejemødre.
Folketinget har valgt i 2018 at tage eneret på ordene dagplejer og dagpleje, da de mener, at forældre ellers ikke forstår hvad de går ind til.

## Kvalifikationer
Den der varetager jobbet som kommunal dagplejer, privat dagplejer og børnepasser må være et menneske, som formår den nære omsorg, tilknytning og at tilgodese barnets psykiske og fysiske udvikling. Det må være et menneske med lyst og glæde ved arbejdet med de små børn. Først og fremmest kvalificerer det levede liv denne person, og den indstilling, erfaring og engagement som den enkelte person kommer med. Dette gælder hvad enten man er ansat af kommunen eller selvstændig. Personen skal kunne håndtere jobbet psykisk og fysisk. Heri er både at rumme børnenes krav, forældre samarbejde samt kommunens og lovgivningens krav. Der er ingen krav til hvor mange kvm. Der skal være til børnenes udfoldelse i hverken kommunal eller privat sammenhæng. Der skal skønnes af kommunen, at der er plads til at det antal børn der søges om skal kunne udfolde sig og trives.[kilde mangler]
Private pasningsordninger kan være  1 børnepasser, som passer børn i alderen 24 uger - skolealder. Det kan også være 2 børnepassere, som passer op til 10 børn.
Ved mere end 10 børn skal godkendes som institution. 
Kommunal bestyrelsen kan lave begrænsninger i aldersspænd, så der i nogle kommuner fx kun godkendes indtil børnehave alder. 
Pasning kan ske i private hjem eller lejede lokaler.